# Episodi di Doraemon (serie animata 1979) (ventiseiesima stagione)
Questa è la lista degli episodi della ventiseiesima stagione dell'anime 1979 di Doraemon.

## Episodi
| Nº Ja | Nº It | Titolo italiano Giapponese 「Kanji」 - Rōmaji                                                             | In onda           | In onda          |
| Nº Ja | Nº It | Titolo italiano Giapponese 「Kanji」 - Rōmaji                                                             | Giapponese        | Italiano         |
| 1666  | 951   | La gru inverti eventi 「つるのどんでん返し」 - Tsuru no dondengaeshi                                      | 9 gennaio 2004    | 4 giugno 2012    |
| 1667  | 952   | L'elefanspiratore 「バキュームゾウ」 - Bakyūmuzou                                                         | 16 gennaio 2004   | 4 giugno 2012    |
| 1668  | 953   | La TV della realtà virtuale 「実体験テレビ」 - Jitsutaiken terebi                                         | 23 gennaio 2004   | 5 giugno 2012    |
| 1669  | 954   | Le spillette da cicala e da formica 「アリとキリギリスバッチ」 - Ari to kirigirisu bacchi                 | 30 gennaio 2004   | 5 giugno 2012    |
| 1670  | 955   | Le uova da sorgente termale 「ミニドラと温泉エッグ」 - Minidora to onsen eggu                             | 6 febbraio 2004   | 6 giugno 2012    |
| 1671  | 956   | Il catalogo dell'ambiente ideale 「お好みルームカタログ」 - O konomi rūmu katarogu                        | 13 febbraio 2004  | 6 giugno 2012    |
| 1672  | 957   | Gli artigli del gatto 「アヤトリックス」 - Ayatorikkusu                                                   | 27 febbraio 2004  | 7 giugno 2012    |
| 1673  | 958   | Il sasso dello spasso 「まんざいし」 - Sakuhin manzaishi                                                  | 12 marzo 2004     | 7 giugno 2012    |
| 1674  | 959   | La polizia delle regole 「行け！パトルール隊」 - Ike! Patorūru tai                                        | 19 marzo 2004     | 8 giugno 2012    |
| 1675  | 960   | Il fischietto crea animali domestici 「ペットホイッスル」 - Petto hoissuru                                | 26 marzo 2004     | 8 giugno 2012    |
| 1676  | 961   | Il crea scorciatoie 「ショートカッター」 - Shōto kattā                                                    | 16 aprile 2004    | 15 novembre 2012 |
| 1677  | 962   | Le palline trasformine dei sette colori 「七色変化だま」 - Nanairo henka dama                             | 23 aprile 2004    | 15 novembre 2012 |
| 1678  | 963   | La marchio-patata 「ブランドいも」 - Burando imo                                                          | 30 aprile 2004    | 16 novembre 2012 |
| 1679  | 964   | La fascia della volontà 「決心ハチマキ」 - Kesshin hachi maki                                             | 7 maggio 2004     | 16 novembre 2012 |
| 1680  | 965   | La bacchetta del colore fortunato 「ラッキーカラー棒」 - Rakkī karābou                                    | 14 maggio 2004    | 19 novembre 2012 |
| 1681  | 966   | Il costume di Poseidone 「海神ポセイドンセット」 - Watatsumi Poseidonsetto                                | 21 maggio 2004    | 19 novembre 2012 |
| 1682  | 967   | Il maialino tutto vedo 「ぼーナス」 - Bonasu                                                              | 28 maggio 2004    | 20 novembre 2012 |
| 1683  | 968   | La melanzana gratificante 「透けるトン」 - Sukeru ton                                                     | 4 giugno 2004     | 20 novembre 2012 |
| 1684  | 969   | Il soffia-bolle-mi-dispiace 「ショボン玉」 - Shobon dama                                                  | 11 giugno 2004    | 21 novembre 2012 |
| 1685  | 970   | Il kit immagina e trova 「イメージナビキット」 - Imējinabikitto                                           | 18 giugno 2004    | 21 novembre 2012 |
| 1686  | 971   | La mano magica 「ドタバタ虫歯逃亡記」 - Dotabata mushiba toubou ki                                        | 25 giugno 2004    | 22 novembre 2012 |
| 1687  | 972   | Il set-nuvola-che-lava 「あらいぐも」 - Arai gumo                                                         | 2 luglio 2004     | 22 novembre 2012 |
| 1688  | 973   | Il cappello dello spiritello 「カッパのおさら」 - Kappa no o sara                                         | 16 luglio 2004    | 23 novembre 2012 |
| 1689  | 974   | La guida turistica robot numero due 「マンモスウォッチング」 - Manmosuwocchingu                           | 23 luglio 2004    | 23 novembre 2012 |
| 1690  | 975   | L'investigatore ficcanaso 「名探偵のび太!!」 - Mei tantei Nobita!!                                        | 6 agosto 2004     | 26 novembre 2012 |
| 1691  | 976   | La fuga 「のび太の家出」 - Nobita no iede                                                                 | 13 agosto 2004    | 26 novembre 2012 |
| 1692  | 977   | Il ventaglio moltiplica-coraggio 「勇気百倍うちわ」 - Yuuki hyaku bai uchiwa                              | 27 agosto 2004    | 27 novembre 2012 |
| 1693  | 978   | La tuta trasforma insetto 「昆虫変身スーツ」 - Konchuu henshin sutsu                                      | 3 settembre 2004  | 27 novembre 2012 |
| 1694  | 979   | La capsula del noleggio anticipato 「さきどりカプセル」 - Sa kidori kapuseru                              | 10 settembre 2004 | 28 novembre 2012 |
| 1695  | 980   | L'alter ego 「二人のしずかちゃん」 - Ni nin no Shizuka-chan                                               | 17 settembre 2004 | 28 novembre 2012 |
| 1696  | 981   | Il codino da samurai 「サムライちょんまげ」 - Samurai chonmage                                            | 24 settembre 2004 | 29 novembre 2012 |
| 1697  | 982   | La tovaglia mangia-quel-che-vuoi 「グルメテーブルかけで食べ放題!!」 - Gurume tēburu kake de tabe houdai!! | 26 novembre 2004  | 29 novembre 2012 |
| 1698  | 983   | Gli adesivi spioni 「透視シール」 - Toushi shīru                                                          | 3 dicembre 2004   | 30 novembre 2012 |
| 1699  | 984   | Il set da super giornalista 「ミニドラでスクープ!?」 - Minidora de sukūpu!?                               | 10 dicembre 2004  | 30 novembre 2012 |
| 1700  | 991   | Il fuoco del peperoncino piccante 「のび太とのび夫」 - Nobita to Nobiotto                                 | 17 dicembre 2004  | 30 gennaio 2013  |

## Speciali
| Nº   | Giapponese 「Kanji」 - Rōmaji - Traduzione letterale                              | In onda          | In onda  |
| Nº   | Giapponese 「Kanji」 - Rōmaji - Traduzione letterale                              | Giapponese       | Italiano |
| S104 | 「ゴム・カム・カンデー」 - Gomu kamu kandē – "Un'avventura spaziale"              | 2 aprile 2004    | inedito  |
| S105 | 「ためしにさようなら」 - Tameshi ni sayōnara – "Nobita si trasferisce in America" | 1º ottobre 2004  | inedito  |
| S106 | 「真実の旗印」 - Shinjitsunohatajirushi – "La bandiera del commando"              | 18 dicembre 2004 | inedito  |